# ニューワールド交響楽団
ニューワールド交響楽団 (New World Symphony) は、フロリダ州マイアミビーチを拠点とするアメリカのオーケストラ・アカデミー。1987年にマイケル・ティルソン・トーマスによって設立された、クラシックの若手音楽家のキャリア形成を目的としたオーケストラである。2011年以来、ニューワールド・センターに本拠を置く。

## 概要
1987年、ティルソン・トーマスはカーニバルクルーズラインの創設者であるテッド・アリソンからの最初の資金援助を受けて、ニューワールド交響楽団を設立した。ティルソン・トーマスとアリソンは若い音楽大学の卒業生のプロのオーケストラへの就職支援としてのトレーニング・アンサンブルについて共通のビジョンを持っており、楽団は1988年2月4日にマイアミで最初の公開コンサートを行った。1999年のアリソンの死の時までに、彼は楽団に総額6200万ドルを寄付することとなった。
ニューワールド交響楽団は楽団員に3年間のフェローシップ制度を提供し、その制度には国内および海外の会場で幅広いパフォーマンスと教育の機会の他、楽団員自身によるコンサートの企画発表の機会の提供が与えられる。コンサートでは、比較的珍しい楽器のための希少な作品が取り上げられることも少なくない。このフェローシップには他に模擬オーディション、財務管理、ドナーとメディアの関係、および地元の学校で教える機会等が含まれる。
ニューワールド交響楽団は、ニューワールド・センター内の756席のコンサートホールに於いて、通常9月から5月までのコンサートのシーズンを開催する。この間、フル・オーケストラによるコンサートの他、室内楽シリーズ、新作シリーズ、打楽器コンサートシリーズ、小規模アンサンブルコンサート、ファミリー向けシリーズ、音楽フェスティバルやリサイタルなどが行われる。
2011年6月29日、ニューワールド交響楽団は、新しいアメリカ音楽への力強いコミットメントを評価され、ASCAPから「AdventurousProgramming」（グループ2オーケストラ）の1位を受賞した。
2022年からステファヌ・ドゥネーヴが芸術監督を務める。